# Martinus Fabri
Martinus Fabri was een laatmiddeleeuws of vroegrenaissancistisch componist en minnezanger, actief omstreeks 1400 en wellicht verbonden aan het Haagse hof. Hij was vermoedelijk afkomstig uit de Nederlanden. Er zijn nauwelijks gegevens over hem bekend.
Vier van zijn composities zijn in bronnen bewaard die noch in de Nederlanden zijn gekopieerd, noch daar zijn bewaard. Het gaat om drie ballades en één rondeau. Van die vier zijn er twee met Franse tekst in de geraffineerde, doorwrochte, gemaniëreerde stijl van de ars subtilior. De tekst is enkel voor de hoogste stem genoteerd, de overige zullen vermoedelijk instrumentaal zijn uitgevoerd. De twee overige werken zijn ballades met Nederlandse tekst. Ze hebben een tekstnotering voor alle partijen.

## Verzameld werk
- [Bien] ay je caus' d'estre liés et joyeux (ballade)
- Een cleyn parable (ballade)
- Eer ende lof heb aventuer (ballade)
- Or se depart li doulz tamps g[racieux] (rondeau)

## Discografie
- Resultaten zoekopdracht Fabri op www.medieval.org